# Emanoel Dias Éphima
Emanoel Dias Éphima, ou apenas Dias (Uruaçu, 15 de março de 1979) é um ex-futebolista brasileiro, que atuava como volante e meia.

## Carreira
Revelado pelo Vasco da Gama em 1997, e com passagem pela Seleção Brasileira de base (na qual foi capitão do time campeão do Campeonato Sul-Americano Sub-17 de 1995), Dias teve poucas oportunidades na equipe principal. Uma geração após Felipe e Pedrinho, o meia surgiu em meio a criação da máquina cruzmaltina do final da década de 90. Constantemente emprestado pelo Gigante da Colina, passou por equipes menores do Rio de Janeiro como Bangu, Americano e America. Após deixar o clube de São Januário em definitivo, em 2001, jogou no Treze-PB, América-RN, Sivasspor Kulübü, União Barbarense, Ceará, Nanchang, Portuguesa, Oeste, São Caetano, Águia de Marabá, Joinville,União Barbarense, São Bento,Rio Branco, Votuporanguense.

## Títulos
Vasco da Gama
- Campeonato Carioca: 1998
- Copa Libertadores: 1998[1]
- Torneio Rio-São Paulo: 1999
- Campeonato Brasileiro: 2000